# Paul Griffen
Paul Richard Griffen (Dunedin, 30 marzo 1975) è un ex rugbista a 15, allenatore di rugby a 15 e personaggio televisivo neozelandese naturalizzato italiano, per 14 stagioni mediano di mischia e poi capitano del Calvisano, con cui ha vinto 4 titoli di Campione d'Italia, l'ultimo dei quali ha coinciso con la fine della sua carriera sportiva all'età di 39 anni. Dal 2004 al 2009 è stato 42 volte internazionale per l'Italia, con la quale ha disputato la 6ª edizione della Coppa del Mondo di rugby.

## Biografia
Nato a Dunedin (Nuova Zelanda) da padre maori mai conosciuto, deve il suo cognome al secondo marito di sua madre, Raymond Griffen.
Inizialmente dedito a varie discipline, tra le quali anche cricket e rugby a 13, quando nel 1990 la famiglia si trasferì a Greymouth, nella regione di West Coast, abbandonò il cricket e si dedicò unicamente alle due varianti del rugby nei fine settimana.
Quando nel 1993 perse suo padre, gli fu offerto di entrare nel Blaketown, club locale, da un dirigente della squadra che gli offrì anche un lavoro; contemporaneamente fu selezionato per la rappresentativa provinciale del West Coast, che all'epoca disputava le divisioni inferiori del National Provincial Championship.
Nel 1995 si trasferì con la sua fidanzata, e futura moglie, a Christchurch, dove militò nel Linwood e, a livello provinciale, nella selezione di Canterbury; dopo 4 anni, appena sposatosi, decise di emigrare all'estero per giocare a livello professionistico: le prime scelte furono Stati Uniti e Italia, e propese per quest'ultima, firmando un contratto per la stagione 1999-2000 con i napoletani della Partenope, formazione all'epoca di serie B e della quale Griffen fu giocatore-allenatore, riuscendo a condurla alla promozione in serie A2; alla fine della stagione gli fu proposto un trasferimento al Calvisano, in Super 10, che accettò.
Già alla sua prima stagione nel bresciano disputò la prima di sei finali-scudetto consecutive, cinque delle quali contro il Benetton, vincendo quella del 2004-05; idoneo a rappresentare la Federazione italiana fin dal 2002, fu nel 2004 che il suo connazionale John Kirwan, all'epoca C.T. dell'Italia, convocò Griffen in squadra in occasione della partita contro l'Inghilterra del Sei Nazioni di quell'anno.
Il nuovo C.T. Pierre Berbizier confermò la fiducia a Griffen e lo schierò sia per gli incontri di qualificazione alla Coppa del Mondo di rugby 2007 che nel corso del torneo stesso, in cui disputò 3 incontri, l'ultimo dei quali contro il Portogallo, nella prima fase della Coppa del Mondo; a distanza di 16 mesi dalla sua ultima convocazione, Nick Mallett, divenuto C.T. dopo le dimissioni di Berbizier, schierò Griffen in campo in 4 incontri del Sei Nazioni 2009; la sua ultima partita per l'Italia, la quarantaduesima in cinque anni, fu l'incontro nella giornata finale del torneo contro la Francia.
Quando nel 2009 il Calvisano chiese la riassegnazione al campionato di A/2, Griffen fu tra coloro che rimasero nel club: nel 2010 il Calvisano giunse secondo, ma la squadra rinunciò allo spareggio promozione in A/1; tuttavia la Federazione riammise il Calvisano alla serie superiore per la stagione successiva, che fu vinta. Tornato in Eccellenza, Griffen vinse da capitano il campionato 2011-12, terzo del club e suo personale.
Verso la fine della stagione 2013-14 annunciò il suo ritiro; il suo ultimo incontro fu la finale del campionato di Eccellenza, vinto contro Rovigo, per il quarto scudetto suo e della squadra.
Griffen vanta anche un invito nei Barbarians in occasione di un incontro del club con i Combined Services, la squadra di rugby delle forze armate del Regno Unito, nel novembre 2010. 

## Palmarès
- Campionati italiani: 4
Calvisano: 2004-05, 2007-08, 2011-12, 2013-14
- Coppe Italia: 1
Calvisano: 2003-04
- Trofei Eccellenza : 1
Calvisano: 2011-12